# Московская прописка (альбом)
«Московская прописка» — третий студийный альбом советской и российской группы «Комбинация», выпущенный в 1991 году лейблом Gala Records. В «Звуковой дорожке МК» релиз на основе данных о продажах достиг строчки № 3 ежемесячного хит-парада грампластинок, а по опросу читателей вошёл в десятку лучших альбомов 1991 года.
Наиболее успешными в чартах синглами в поддержку лонгплея оказались «American Boy» и «Бухгалтер». На обе песни также были сняты видеоклипы. Альбом «Московская прописка» стал последним, записанным «Комбинацией» при участии вокалистки Алёны Апиной, которая в том же 1991 году покинула ансамбль, начав сольную карьеру.

## Об альбоме
Выпустив полнофрматные альбомы «Ход конём» (1988) и «Русские девочки» (1990), группа «Комбинация» в 1991 году представила свой третий лонгплей — «Московская прописка». В результате к популярным песням коллектива, таким как «Russian Girls», «Не забывай» и «Белый вечер», добавились новые, в частности, «American Boy», «Матушка-Россия», «Любовь уходит не спеша» и «Бухгалтер». Последняя при этом была стилизована под шансон и отличалась от привычного репертуара ансамбля настолько, что, по словам сооснователя группы Виталия Окорокова, трек сначала даже не хотели включать в альбом. Музыку для пластинки традиционно написал сам Окороков, а тексты — другой сооснователь «Комбинации», Александр Шишинин, и обе вокалистки гёрлз-бэнда — Алёна Апина и Татьяна Иванова.
Вместе с тем очередной альбом стал последним, который «Комбинация» записала при участии Апиной. В том же году певица покинула группу, успешно начав сольную карьеру хитом «Ксюша». По этой причине работу над лонгплеем пришлось завершать уже без неё, и, например, англоязычный трек «Не верю я в тебя…» в итоге звучал лишь с вокальной партией Ивановой. Однако в то время как диск стал прощальным для Апиной, для издававшей его фирмы Gala Records он послужил, напротив, своего рода дебютом. Прежде успешно реализуя магнитозаписи, компания решила пробиться и на рынок грампластинок, выбрав в качестве пробного шара альбом «Московская прописка».
Ожидания рекорд-лейбла оправдались — диск сразу стал бестселлером всероссийского масштаба. Так, уже концу 1991 года лонгплей разошёлся в количестве свыше 100 тыс. копий. В «Звуковой дорожке МК» на основе данных о продажах он поднялся до строчки № 3 в ежемесячном чарте пластинок. По итогам опроса читателей альбом вошёл в десятку лучших за 1991 год. Наиболее успешными синглами в поддержку «Московской прописки» в хит-парадах рубрики оказались выпущенный ещё до релиза самого альбома «American Boy» (строчка № 13 ежемесячного чарта Top 20 Hits, № 3 среди лучших треков 1990 года) и «Бухгалтер» (№ 15 в ежемесячной двадцатке). В поддержку обоих треков вышли музыкальные видео. Клип «Бухгалтер» пользовался особой популярностью, став хитом летнего сезона в музыкальном телеэфире. По итогам 1991 года этот ролик завоевал премию «Овация» как лучший видеоклип.

## Рецензии
По мнению обозревателя «Звуковой дорожки МК» Григория Васильева, «Московская прописка» стоит на трёх хитах, «до дрожи в коленях знакомых посетителям трескотек всей страны»: знаменитом «American Boy», заглавной песне и «Бухгалтере», на который ранее вышел «классно сделанный клип». Однако промежутки между ними заполнены всевозможной музыкальной и фоновой мишурой: совковым стёбом, нагловатой саморекламой, псевдонародными хохмами и цитатами из классики с целью культпросвета. Всё перечисленное, согласно рецензенту, можно с интересом послушать один раз, но не больше — для отдыха между плясками они затянуты, а на что-то другое не годятся. Тем не менее из-за подобных забав звукорежиссёров, диск, по словам Васильева, получился своеобразным — кичем, но с наворотами. При этом журналист отметил, что Апина и Иванова отлично спели все вокальные партии, в том числе стилизованные под оперу, фолк и англопопсу. «Чёткий данс-ритм да попсовый юморок в текстах — то, что доктор прописал тинэйджеру, обалдевшему от повсеместной серьёзки и дурацких проблем», — заключил Васильев.

## Трек-лист
Ниже следует список композиций, представленных в оригинальном издании «Московской прописки», вышедшем в 1991 году на виниле.
| №   | Название                                               | Текст песни              | Музыка      | Длительность |
| --- | ------------------------------------------------------ | ------------------------ | ----------- | ------------ |
| 1.  | «Увертюра» (марш юных «комбинаторов»)                  | А. Апина                 | В. Окороков | 2:20         |
| 2.  | «Московская прописка»                                  | А. Шишинин               | В. Окороков | 3:40         |
| 3.  | «Тайное признание комсомолки Зоси»                     | А. Апина и В. Окороков   | В. Окороков | 0:36         |
| 4.  | «Матушка-Россия»                                       | А. Апина и Т. Иванова    | В. Окороков | 4:00         |
| 5.  | «Не верю я в тебя...»                                  | А. Аткин и Т. Иванова    | В. Окороков | 3:47         |
| 6.  | «Лёшка»                                                | А. Апина и Т. Иванова    | В. Окороков | 3:35         |
| 7.  | «Русский хип-хоп»                                      | А. Апина                 | В. Окороков | 4:35         |
| 8.  | «Бухгалтер»                                            | А. Апина                 | В. Окороков | 4:35         |
| 9.  | «Предчувствие коммунизма № 43»                         | народные                 | В. Окороков | 0:50         |
| 10. | «Любовь уходит не спеша...» (памяти П. И. Чайковского) | Ю. Дружков и В. Окороков | В. Окороков | 3:35         |
| 11. | «Напилася я пьяна...»                                  | народные                 | народная    | 0:50         |
| 12. | «American Boy»                                         | А. Шишинин               | В. Окороков | 4:47         |
| 13. | «Призрак замка Усть-Курдюм»                            | В. Окороков              | В. Окороков | 1:02         |

В выпущенной в 1994 году CD-версии «Московской прописки» (равно как в дисковом переиздании 2004 года и варианте, распространяемом в формате цифровой дистрибуции), песня «Любовь уходит не спеша…» заменена треком «Не грусти» из альбома «Русские девочки» (1990), а изначальная версия композиции «Бухгалтер» (вокал — Апина/Иванова) — перепевкой в исполнении Светланы Кашиной / Ивановой из кассетного альбома «Два кусочека колбаски от хороших девочек» (1993). Кроме того, песня «Не верю я в тебя…» в последующих изданиях «Московской прописки» поётся на русском языке, тогда как на оригинальном виниле — на английском.

## Позиции в чартах
Ежемесячные чарты
| Чарт (1992)                             | Высшая позиция | Прим. |
| --------------------------------------- | -------------- | ----- |
| Россия, Звуковая дорожка МК, Top 10 LPs | 3              | [ 8 ] |

Ежегодные чарты
| Чарт (1991)                               | Высшая позиция | Прим. |
| ----------------------------------------- | -------------- | ----- |
| Россия, Звуковая дорожка МК, Top 10 Tapes | 7              | [ 9 ] |
| Россия, Звуковая дорожка МК, Top 10 LPs   | 9              | [ 9 ] |

## Персонал
| Музыканты Группа «Комбинация»: - Алёна Апина и Таня Иванова — вокал, в том числе «оперный» и «народный» - Зося Костыко — клавишные - Оля Ахунова — гитара - Нюра Ковалёва — ударные В записи также участвовали: - Александр Венгеров — электрогитара (4, 5, 6, 7, 12) - Игорь Яковенко — бас-гитара (5, 7) - Лондонский симфонический оркестр (сэмплерный) (1), дирижёр В. Окороков | Продакшн - Музыкальный руководитель — Виталий Окороков - Директор и художественный руководитель — Александр Шишинин - Звукорежиссёры: В. Таманов (2, 8, 10, 12), Ю. Богданов - Инженеры-программисты: А. Ефимов, В. Устинов, В. Таманов - Продюсеры: С. Кузнецов (Gala Records, Inc.) и Александр Шишинин (группа «Комбинация») - Менеджмент: Б. Цигман, С. Кузнецов (Gala Records, Inc.), А. Быстров (группа «Комбинация») - Референт и уют в студии — И. Данилина - Художники: А. Гаврилов и В. Гаврилов - Фото: В. Агаров, К. Пылаев |

## Полезные ссылки
- Видеоклип на песню «American Boy» на YouTube
- Видеоклип на песню «Бухгалтер» на YouTube
- Исполнение песни «Любовь уходит не спеша» в передаче «Шоу-круг» на YouTube